# 帕爾湖 (沃洛格達州)
60°59′30″N 36°20′54″E / 60.99167°N 36.34833°E
帕爾湖（俄语：Палозеро），是俄羅斯的湖泊，位於該國西北部，由沃洛格達州負責管轄，長0.6公里、寬0.2公里，面積0.08平方公里，湖岸線長度1公里，平均水深1.8米，最大水深5米。